# Mobile TeleSystems
MTS (russisk: Мобильные ТелеСистемы, МТС, Mobile TeleSystems) er en russisk telekommunikationsvirksomhed. Det er det største mobiltelefoniselskab i Rusland med over 78,4 millioner abonnenter. Omsætningen var i 2020 på 6,84 mia. US $ og der var 60.000 ansatte. Virksomheden har, som moderselskabet Sistema, også hovedsæde i Moskva. MTS tilbyder udover mobiltelefoni også telefoni, bredbånd, mobilt tv, kabel-tv, satellit-tv og digitalt tv.
I første kvartal 2021 havde virksomheden i alt 84,9 mio. abonnenter i Rusland, Armenien og Hviderusland.
Vyacheslav Nikolaev har været præsident for virksomheden siden marts 2021.
Formand for bestyrelsen (siden juni 2019) - næstformand for bestyrelsen for AFK Sistema Feliks Yevtushenkov.

## Abonnenter
| Land     | Operatør navn (på russisk og engelsk)                            | Website    | Abonnenter (K1 2021) | Logo |
| -------- | ---------------------------------------------------------------- | ---------- | -------------------- | ---- |
| Rusland  | ПАО «Мобильные ТелеСистемы» (МТС) Mobile TeleSystems PJSC (MTS)  | www.mts.ru | 78,4 millioner       |      |
| Armenien | ЗАО «К-Телеком» K-Telecom CJSC/VivaCell-MTS                      | www.mts.am | 2.2 million          |      |
| Belarus  | СТАА «Мабільныя ТэлеСістэмы» (МТС) Mobile TeleSystems JLLC (MTS) | www.mts.by | 5,7 millioner        |      |